# Chvaleticéite
La chvaleticéite est un minéral de la classe des sulfates qui appartient au groupe de l'hexahydrite. Il est nommé d'après la ville de Chvaletice, en Tchéquie, où il a été découvert.

## Caractéristiques
La chvaleticéite est un sulfate de formule chimique MnSO4·6H2O. Elle cristallise dans le système monoclinique, et se trouve souvent sous forme d'agrégats à grains fins. Sa dureté sur l'échelle de Mohs est de 1,5.

## Classification
Selon la classification de Nickel-Strunz, la chvaleticéite appartient à "07.CB: Sulfates (séléniates, etc.) sans anions additionnels, avec H2O, avec des cations de taille moyenne", avec les minéraux suivants : dwornikite, gunningite, kiesérite, poitevinite, szmikite, szomolnokite, cobaltkiesérite, sandérite, bonattite, aplowite, boyléite, ilésite, rozénite, starkeyite, drobecite, cranswickite, chalcanthite, jôkokuite, pentahydrite, sidérotile, bianchite, ferrohexahydrite, hexahydrite, moorhouséite, nickelhexahydrite, retgersite, biebérite, boothite, mallardite, mélantérite, zinc-mélantérite, alpersite, epsomite, goslarite, morénosite, alunogène, méta-alunogène, aluminocoquimbite, coquimbite, paracoquimbite, rhomboclase, kornélite, quenstedtite, lausénite, lishizhénite, römerite, ransomite, apjohnite, bilinite, dietrichite, halotrichite, pickeringite, redingtonite, wupatkiite et méridianiite.

## Formation et gisements
Il peut se former à la suite de la déshydratation de la mallardite contenant du magnésium. Il a été découvert dans la ville de Chvaletice, dans la région de Pardubice, en Tchéquie, où il est généralement associé à d'autres minéraux tels que la mélantérite, la mallardite et l'epsomite. Il a également été décrit dans la mine Pomorzany, dans le village d'Olkusz, en Voïvodie de Petite-Pologne (Pologne). Ce sont les deux seuls endroits où cette espèce minérale a été trouvée.